# شهرک صنعتی میاندوآب
شهرک صنعتی شهید باکری میاندواب یک منطقهٔ مسکونی در ایران است که در شهرستان میاندوآب واقع شده‌است. شهرک صنعتی شهید باکری ٨۳۶ نفر شاغل دارد.